# Сергий (Иванников)
Митрополи́т Се́ргий (в миру Серге́й Ива́нович Ива́нников; 29 августа 1957, село Троицкое, Никольский район, Орловская область) — архиерей Русской православной церкви, митрополит Барнаульский и Алтайский, глава Алтайской митрополии.

## Биография
Родился в крестьянской семье. Основы православной веры и русского благочестия усвоил от родителей с самого раннего детства. Большое влияние в его религиозном и нравственном воспитание оказали дедушка и бабушка, родившиеся и жившие в молодости в Царской России.
В 1964 году поступил в неполную среднюю школу в родном селе, которую окончил в 1972 году, и продолжил обучение в средней школе № 2 города Ливны, которую успешно окончил в 1974 году.
В 1975—1977 годах проходил срочную службу в армии. Некоторое время после армейской службы работал шофёром в автопредприятии, а затем трудился в храме на своей родине сторожем и дворником, помогал священникам в алтаре.
В 1979 году поступил в Московскую Духовную семинарию; в 1982 году зачислен студентом в Московскую Духовную Академию.
В Академическом Покровском храме ректором МДА, епископом Александром (Тимофеевым), 21 ноября 1985 года Сергий Иванников рукоположён в сан диакона, а 23 февраля 1986 года — в сан священника.
В 1986 году окончил Духовную академию со степенью кандидата богословия за сочинение «Гомилетическое значение „Житий святых“».
К выпуску МДА 12 июля 1986 года Патриархом Пименом награждён наперсным крестом.
После окончания Академии, летом 1986 года по определению Председателя учебного комитета и митрополита Алексия (Ридигера) направлен для пастырского служения в Эстонскую епархию, а с 1 февраля 1987 года конкретно в Пюхтицкий женский монастырь, где и оставался до мая 1992 года.
Согласно резолюции Патриарха Московского и всея Руси Алексия II от 21 марта 1992 года епископом Таллинским Корнилием назначен с 15 апреля 1992 года настоятелем Воскресенского собора в Нарве с правом возглавления соборных служб. Все эти годы руководил детской Воскресной школой.
Одновременно выполнял обязанности настоятеля в приходах Рождества Богородицы деревни Алайыэ и Ильинского храма деревни Васкнарва, где заботами настоятеля были проведены капитальные ремонты зданий и благоустроены церковные территории.
30 апреля 1995 года возведён в сан протоиерея.
В 1998 году построил памятный знак на месте часовни на кладбище 92 Печерского Пехотного Полка и начал работу по восстановлению старейшего военного кладбища Эстонии.
С лета 1998 года начал строительство нового храма в Нарве в честь иконы Божией Матери «Нарвская» с приделом Праведного Иоанна Кронштадтского, освящение которого состоялось 10 ноября 2001 года. По случаю этого торжества Патриарх Алексий II наградил протоиерея Сергия медалью Преподобного Сергия Радонежского I-ой степени с надписью на обороте: «Смирением возвышаемый».
1 июня 2000 года назначен настоятелем Таллинского Александро-Невского собора с освобождением от всех ранее занимаемых должностей.
На Соборе Эстонской Православной Церкви Московского Патриархата, проходившем в Таллинском Александро-Невском соборе 27 июля 2000 года, избран членом Синода ЭПЦ МП.
16 июля 2002 года постановлением правительства Эстонской Республики № 469-к получил гражданство Эстонской Республики «за особые заслуги».
Постановлением Нарвского Городского собрания за номером 80/18 от 19 июня 2003 года присвоено звание «Почётный Гражданин города Нарва».
Указом Святейшего Патриарха Московского и всея Руси Алексия II, возвращаясь к ранее существовавшей практике, настоятелем Таллинского Александро-Невского собора определено быть правящему Архипастырю — Митрополиту Таллинскому и всея Эстонии Корнилию. Указом Митрополита Таллинского и всея Эстонии Корнилия с 1 июня 2003 года протоиерей Сергий Иванников освобождён от должности настоятеля Таллинского Александро-Невского собора и назначен настоятелем храма во имя иконы Божией Матери «Всех скорбящих радости» г. Таллина на ул. Ситси.
1 ноября 2003 года переведён в Москву и зачислен сотрудником ОВЦС.
5 января 2004 года в Успенском соборе города Смоленска Митрополитом Смоленским и Калининградским Кириллом пострижен в монашество с именем Сергий.
По определению Священного Синода от 25 марта 2004 года иеромонах Сергий (Иванников) назначен членом Русской Духовной Миссии в Иерусалиме. Принимал активное участие в восстановлении храма «Всех Святых в земле Российской просиявших» в женском Горненском монастыре.
К Пасхе 2004 года по благословению Патриарха в Троицком соборе Русской Духовной Миссии Архиепископом Екатеринбургским и Верхотурским Викентием возведён в сан игумена.
По определению Священного Синода от 11 апреля 2006 года игумен Сергий (Иванников) освобождён от обязанностей члена Русской Духовной Миссии в Иерусалиме и назначен настоятелем храма во имя святого великомученика Георгия Победоносца при Посольстве Российской Федерации в Праге, Чехия.
12 октября 2007 года, в ответ на просьбу митрополита Чешских земель и Словакии Христофора, Священный Синод Русской Православной Церкви благословил переход отца Сергия в клир Пражской епархии Православной Церкви в Чешских землях и Словакии. 27 декабря того же года был освобождён от настоятельства в Пражском Георгиевском посольском храме. По переходе в чехословацкий клир был определён настоятелем Пражского Успенского храма на Ольшанском кладбище.
8 января 2008 года в Храме Успения Пресвятой Богородицы на Ольшанском кладбище, что в Праге, Архиепископом Пражским, Митрополитом Чешских земель и Словакии Христофором возведён в сан архимандрита.
В 2012 году принят в клир Русской Православной Церкви. Состоял в клире Московской епархии.

## Архиерейство
Решением Священного синода от 16 марта 2012 года избран епископом Каменским и Алапаевским.
В тот же день в храме Всех святых, в земле Российской просиявших, в Патриаршей и Синодальной резиденции в Даниловом монастыре Патриарх Московский и всея Руси Кирилл возглавил чин наречения архимандрита Сергия во епископа Каменского и Алапаевского.
18 марта 2012 года в кафедральном соборном Храме Христа Спасителя хиротонисан во епископа Каменского и Алапаевского. Хиротонию совершили: Патриарх Кирилл, митрополит Саранский и Мордовский Варсонофий (Судаков), митрополит Самарский и Сызранский Сергий (Полеткин), митрополит Екатеринбургский и Верхотурский Кирилл (Наконечный), митрополит Нижегородский и Арзамасский Георгий (Данилов), епископ Видновский Тихон (Недосекин), епископ Солнечногорский Сергий (Чашин). 24 марта 2012 года прибыл к месту служения.
В июне 2012 года в Общецерковной аспирантуре и докторантуре проходил курсы повышения квалификации для новопоставленных архиереев.
26 июля 2012 утверждён в должности священноархимандрита Преображенского мужского монастыря города Каменск-Уральский
29 мая 2013 назначен на Барнаульскую и Алтайскую кафедру.
5 мая 2015 года согласно рапорту епископа Барнаульского и Алтайского Сергия Священный Синод образовал три новые епархии на территории Алтайского края, включив их, наряду с Барнаульской, в состав новообразованной Алтайской митрополии, главой которой был назначен епископ Сергий.
24 мая 2015 года в Храме Христа Спасителя Патриарх Московский и всея Руси Кирилл возвёл епископа Сергия в сан митрополита.

## Награды
Богослужебные награды:
- Наперсный крест (12 июня 1986);
- Палица (к Пасхе 2000 года);
- Крест с украшениями (29 августа 2007);
- Право ношения второго креста с украшениями (28 августа 2009) от Митрополита Христофора.

Церковные награды:
- Медаль преподобного Сергия Радонежского II степени (6 декабря 1985) — в связи с 300-летним юбилеем Московской Духовной Академии
- Медаль преподобного князя Даниила Московского (17 ноября 1996)— к 100-летию Нарвского Воскресенского собора
- Медаль преподобного Сергия Радонежского I степени (10 ноября 2001);
- Золотой Крест святых Мефодия и Кирилла (Чешской Православной Церкви, 29 августа 2007) — к 50-летнему Юбилею от Митрополита Православной Церкви Чешских Земель и Словакии Христофора
- Орден преподобного Сергия Радонежского III степени (31 августа 2007) — к 50-летнему юбилею
- Орден преподобного Сергия Радонежского II степени (8 октября 2012)[17] к 55-летнему юбилею;
- Орден преподобного Серафима Саровского III степени (29 августа 2017)[18];
- Орден святого князя Ростислава II степени (Чешской Православной Церкви, 12 июля 2019 года)[19];
- три Патриарших благословенных грамоты и одна епархиального архиерея.

Правительственные и общественные награды и отличия:
- Почётный Гражданин города Нарва (19 июня 2003);
- Нагрудный знак «За Отличие» Департамента государственной защиты имущества МВД России (14 марта 2006);
- За вклад в развитие Барнаула (2017)[20]
- Орден «За заслуги перед Алтайским краем» II степени (12 сентября 2022) — за большой вклад в общественную, научно-богословскую и просветительскую деятельность
- Юбилейная медаль Алтайского края (28 августа 2023) — за значительный вклад в общественную, научно-богословскую и просветительскую деятельность
- Медаль «За заслуги перед обществом» (Алтайский край, 21 августа 2017) — за многолетний добросовестный труд, активную социально значимую деятельность, большой вклад в социальное служение людям, укрепление базовых духовно-нравственных, общественных, гражданских ценности, безопасности и стабильности общества, а также в связи с 60-летним юбилеем